# Mănăstirea Sázava
Mănăstirea Sázava (în cehă Sázavský klášter, în germană Kloster Sasau) a fost o mănăstire întemeiată în anul 1032 de eremitul Procopie și desființată în 1785 de împăratul Iosif al II-lea.
Această mănăstire a fost un centru al culturii Boemiei. Cu toate acestea a fost secularizată pe motiv că nu ar avea utilitate practică imediată, ca mănăstire benedictină neîntreținând un așezământ social-caritativ (spital, orfelinat sau școală), așa încât din perspectiva iozefinismului îi lipsea necesitatea.